# Levi Strauss
Levi Strauss (Buttenheim, 1829. február 26. – San Francisco, 1902. szeptember 26.) egy szegény németországi zsidó családból származott. A farmernadrágokat gyártó cégéről híres.

## Származása
Löb Strauß Buttenheim-ben született, Hirsch Strauss és Rebecca (Haass) Strauss gyermekeként. 18 éves korában édesanyjával és két nővérével kihajóztak az Egyesült Államokba. 1850-től hívta magát Levi Straussnak.

## Pályafutása
Strauss 1853-ban megkapta az amerikai állampolgárságot, aztán elköltözött San Franciscóba, itt ruházati üzletet nyitott.

### A farmernadrág
Eleinte vitorlavászonból készített nadrágokat a munkásoknak Strauss.
Az 1870-es évek végén Jacob Davis, egy szabó elkezdett nadrágokat készíteni fém szegecsekkel, hogy jobban bírják a nadrágok.
A Levi Strauss & Co. nevű cége elkezdte gyártani a Levi's márkájú farmernadrágokat.

## Halála
Levi Strauss 1902. szeptember 26-án halt meg 73 évesen. Sosem házasodott meg, így a négy unokaöccsére hagyta a céget (Jacob, Sigmund, Louis és Abraham Stern).